# Фунт стерлингов
Фунт сте́рлингов (также фунт стерлингов Соединённого Королевства, британский фунт; англ. Pound sterling, Pound, British pound) — денежная единица Великобритании, одна из основных резервных валют мира. Фунт стерлингов состоит из 100 пенсов (ед. ч. пенни). Буквенный код в стандарте ISO 4217 — GBP (от англ. Great Britain Pound), цифровой — 826; Официальный символ — £ (от лат. Libra — либра, эквивалентная фунту). По состоянию на апрель 2019 года фунт стерлингов является четвёртой наиболее торгуемой валютой в мире и также в межбанковских расчётах.
Фунт стерлингов также является параллельной валютой коронных земель: Гернси, Джерси и Острова Мэн; и законным средством платежа для британских заморских территорий: Фолклендские острова, Гибралтар, Острова Святой Елены, Вознесения и Тристан-да-Кунья, Южная Георгия и Южные Сандвичевы Острова, Британская Территория в Индийском Океане и Британская антарктическая территория.
Правом денежной эмиссии обладает Банк Англии, выполняющий в Великобритании функции центрального банка, Кроме Банка Англии, три банка Шотландии и четыре банка Северной Ирландии тоже выпускают банкноты со своим дизайном. В обращении находятся банкноты в 5, 10, 20, 50 фунтов; монеты в 1, 2, 5, 10, 20, 50 пенсов, 1 и 2 фунта. Редко встречаются памятные монеты в 25 пенсов и 5 фунтов.

## История и этимология
Имеется несколько версий происхождения названия фунт стерлингов. Некоторые источники считают, что название появилось в XII веке и первоначально означало буквально «фунт чистого серебра». Это связано со «стерлингом» — древней английской серебряной монетой. 240 монет чеканились из 1 фунта серебра (эталон «Tower pound» хранился в Королевском монетном дворе в Тауэре, состоял из 5400 гранов, около 350 граммов). Крупные покупки выражали в «фунтах стерлингов». С другой стороны это был способ проверки полновесности монет — если масса 240 монет не равна 1 фунту, монеты могли быть фальшивыми или слишком изношенными.
В 1955 году Оксфордский словарь английского языка предложил версию, согласно которой название стерлинг датируется примерно 1300 годом и происходит от бытового названия серебряного норманнского пенни, на котором имелись маленькие звёздочки (на староанглийском: steorling).
Наиболее распространена теория Уолтера Пинчебека (Walter de Pinchebek), согласно которой ранее использовалось название «Easterling Silver» (серебро с восточных земель), которое обозначало характерный сплав серебра 925 пробы, из которого изготавливались монеты в северной Германии. Эту область из пяти городов англичане называли «Easterling», в XII веке она вошла в состав Ганзейского союза (Hanseatic League, Ганза). Этот район имел в Лондоне своё представительство («контору»), вёл активную торговлю с Англией, оплачивая товары местными монетами, которые имели высокое качество и твёрдость (чистое серебро слишком мягкое и быстро стирается). Король Генрих II, начиная с 1158 года, сделал подобный сплав стандартом для монет Англии. Постепенно в речи название сплава сократилось до «Sterling Silver» и стало эквивалентом «монетное серебро».
Американский антрополог и политолог Лия Гринфельд считает, что в названии фунт стерлингов отражается влияние прозвища лондонской Ганзейской конторы (филиала), располагавшейся на Стальном дворе (англ. Steelyard) — «Easterlings».
Название окончательно закрепляется за денежной единицей с 1694 года, когда Банк Англии впервые начинает выпуск банкнот.
В современном английском языке для обозначения денег Великобритании употребляется слово фунт (англ. pound, например, This car costs 10,000 pounds). Для отличия британской валюты от одноимённых валют других стран в официальных документах используют полную форму фунт стерлингов (англ. pound sterling). В биржевой практике встречаются несколько вариантов, один из которых стерлинг (англ. sterling, например, The dealer bought sterling and sold US dollars). В менее официальных текстах встречается термин Британский фунт (англ. British pound). В разговорной речи используется слово англ. quid, происхождение которого усматривают в латинской фразе «Quid pro quo», обозначающей равный обмен товарами или услугами; по другой версии, это слово восходит к англ. quid — жевательный табак. Среди американских биржевиков фунт стерлингов называют «кабель» — с середины XIX века передача данных о британских котировках шла в Америку по кабелю, проложенному по дну Атлантического океана.

## Соотношение денежных единиц Великобритании
До 1971 года соотношения между монетами были такие:
| →↑                 | фунт ст. | крона | полукрона | флорин | шиллинг | гроут | полугроут | пенни | полупенни | фартинг |
| ------------------ | -------- | ----- | --------- | ------ | ------- | ----- | --------- | ----- | --------- | ------- |
| гинея              | 1,05     | 4,2   | 8,4       | 10,5   | 21      | 63    | 126       | 252   | 504       | 1008    |
| фунт ст. (соверен) |          | 4     | 8         | 10     | 20      | 60    | 120       | 240   | 480       | 960     |
| крона              |          |       | 2         | 2,5    | 5       | 15    | 30        | 60    | 120       | 240     |
| полукрона          |          |       |           | 1,25   | 2,5     | 7,5   | 15        | 30    | 60        | 120     |
| флорин             |          |       |           |        | 2       | 6     | 12        | 24    | 48        | 96      |
| шиллинг            |          |       |           |        |         | 3     | 6         | 12    | 24        | 48      |
| гроут              |          |       |           |        |         |       | 2         | 4     | 8         | 16      |
| полугроут          |          |       |           |        |         |       |           | 2     | 4         | 8       |
| пенни              |          |       |           |        |         |       |           |       | 2         | 4       |
| полупенни          |          |       |           |        |         |       |           |       |           | 2       |

Фактически с начала XVIII века полугроут, а с середины XIX века и гроут вышли из оборота и чеканились только в составе наборов Мэнди. Вместо них с XVIII века в оборот вошла монета в 6 пенни, а с XIX века — также 3 пенни, первоначально — только Мэнди, а начиная с королевы Виктории — также и ходовая.
С февраля 1971 года фунт был приведён к десятичной системе. На разменной монете чеканились надписи «New pence (penny)» до 1982 года.

## Банкноты
Номинированные в фунтах стерлингов банкноты эмитируют:
- на территории Англии и Уэльса — Банк Англии (банкноты Банка Англии);
- на территории Шотландии — три шотландских банка (банкноты Шотландии);
- на территории Северной Ирландии — четыре североирландских банка (банкноты Северной Ирландии[англ.]).

При этом вне зависимости от эмитента банкноты могут приниматься в оплату товаров и услуг и в других частях королевства, например, шотландские фунты в Англии, а североирландские — в Шотландии. Однако на практике встречаются и случаи отказа. В строгом значении термина «законное средство платежа» (англ. Legal Tender) законным платёжным средством являются только банкноты Банка Англии и только на территории Англии и Уэльса, но не на территории Шотландии и Северной Ирландии. Шотландские и североирландские фунты в строгом смысле термина не являются законным средством платежа даже на территории, где эмитируются, оставаясь, при этом, законной валютой, обеспеченной обязательными резервами фунтов стерлингов в Банке Англии.
Три британских коронных владения и три заморских территории выпускают банкноты в собственных денежных единицах, также называющихся фунтами, и равных фунту стерлингов.
| Великобритания                                             | Великобритания                                                  | Великобритания                                                          |
| Англия и Уэльс                                             | Шотландия                                                       | Северная Ирландия                                                       |
| ---------------------------------------------------------- | --------------------------------------------------------------- | ----------------------------------------------------------------------- |
| - Банк Англии                                              | - Банк Шотландии - Королевский банк Шотландии - Клайдсдейл банк | - Банк Ирландии - Первый трастовый банк - Северный банк - Банк Ольстера |
| Коронные земли                                             |                                                                 |                                                                         |
| Остров Мэн                                                 | Джерси                                                          | Гернси                                                                  |
| - Правительство Острова Мэн (Мэнский фунт)                 | - Казначейство Джерси (Джерсийский фунт)                        | - Казначейство Гернси (Гернсийский фунт)                                |
| Британские заморские территории                            |                                                                 |                                                                         |
| Гибралтар                                                  | Остров Святой Елены                                             | Фолклендские острова                                                    |
| - Департамент казначейства Гибралтара (Гибралтарский фунт) | - Правительство Святой Елены (Фунт Святой Елены)                | - Правительство Фолклендских островов (Фунт Фолклендских островов)      |

| central bank | = банкноты выпускаются центральным банком              |
| retail bank  | = банкноты выпускаются банком                          |
| government   | = банкноты выпускаются правительством (казначейством). |

| Банкноты Банка Англии | Банкноты Банка Англии | Банкноты Банка Англии | Банкноты Банка Англии | Банкноты Банка Англии | Банкноты Банка Англии | Банкноты Банка Англии |
| Серия                 | Номинал               | Изображение           | Описание | Дата                  | Дата                  |                       |
| Серия                 | Номинал               | Изображение           | Портрет | выпуск                | вышла из обращения    |                       |
| --------------------- | --------------------- | --------------------- | --- | --------------------- | --------------------- | --------------------- |
| D                     | 1                     |                       | Исаак Ньютон | 9 февраля 1978        | 11 марта 1998         |                       |
| D                     | 5                     |                       | Портрет фельдмаршала Артура Уэллсли, 1-й Герцог Веллингтон. Сцена во время знаменитой битвы при Саламанке во время Пиренейской войны, 1812 год.                                                                                     | 11 ноября 1971        | 29 ноября 1991        |                       |
| D                     | 10                    |                       | Портрет сестры милосердия Флоренс Найтингейл, в центре сцена, которая изображает её работу по уходу за ранеными в британском военном госпитале во время Крымской войны, который был расположен в казармах Селимие в Скутари Турция. | 20 февраля 1975       | 20 мая 1994           |                       |
| D                     | 20                    |                       | Уильям Шекспир | 9 июля 1970           | 19 марта 1993         |                       |
| D                     | 50                    |                       | Портрет английского архитектора сэра Кристофера Рена с планом собора Святого Павла, в центре вид на Собор святого Павла в Лондоне.                                                                                                  | 20 марта 1981         | 20 сентября 1996      |                       |
| E                     | 5                     |                       | Джордж Стефенсон | 7 июня 1990           | 21 ноября 2003        |                       |
| E                     | 10                    |                       | Чарльз Диккенс | 29 апреля 1992        | 31 июля 2003          |                       |
| E                     | 20                    |                       | Майкл Фарадей | 5 июня 1991           | 28 февраля 2001       |                       |
| E (без короны)        | 10                    |                       | Чарльз Диккенс | 1993                  | 31 июля 2003          |                       |
| E (без короны)        | 20                    |                       | Майкл Фарадей | 1993                  | 28 февраля 2001       |                       |
| E (без короны)        | 50                    |                       | Портрет сэра Джона Хублона, первого управляющего Банком Англии с 1694 по 1697, а также изображение стража дверей Банка Англии и дома Джона Хублона на Треднидл стрит в Лондоне, на месте нынешнего здания Банка Англии.             | 20 апреля 1994        | 30 апреля 2014        |                       |
| F                     | 5                     |                       | Элизабет Фрай | 21 мая 2002           | 5 мая 2017            |                       |
| F                     | 10                    |                       | Чарльз Дарвин | 7 ноября 2000         | 1 марта 2018          |                       |
| F                     | 20                    |                       | Эдвард Элгар | 22 июня 1999          | 30 июня 2010          |                       |
| F                     | 20                    |                       | Адам Смит | 13 марта 2007         | 30 сентября 2022      |                       |
| F                     | 50                    |                       | Мэттью Болтон и Джеймс Уатт | 2 ноября 2011         | 30 сентября 2022      |                       |
| G                     | 5                     |                       | Уинстон Черчилль | 13 сентября 2016      | в обращении           |                       |
| G                     | 10                    |                       | Джейн Остин | 14 сентября 2017      | в обращении           |                       |
| G                     | 20                    |                       | Уильям Тёрнер | 20 февраля 2020       | в обращении           |                       |
| G                     | 50                    |                       | Алан Тьюринг | 23 июня 2021          | в обращении           |                       |

11 сентября 2013 года было опубликовано заявление Банка Англии о возможном начале выпуска в 2016 году полимерных банкнот. 13 сентября 2016 года Банк Англии выпустил полимерную банкноту серии G номиналом 5 фунтов стерлингов с портретом сэра Уинстона Черчилля на обороте. Полимерную банкноту в £10 Банк Англии выпустил 14 сентября 2017 года, а полимерные £20 — 20 февраля 2020 года. Полимерные £50 с портретом математика Алана Тьюринга из новой серии G Банк Англии выпустил в обращение в 2021 году.
В 2020 году Банк Англии недосчитался наличных купюр на примерную сумму в 50 млрд фунтов, что составляет около 75 % всех выпущенных банком банкнот.

## Монеты

### Десятичная монетная система
Впервые эти монеты появились в 1968 году. Это были монеты в 5 (5p) и 10 (10p) пенсов, которые были эквивалентны и находились в регулярном обращении с монетами по 1 (1/-) и 2 (2/-) шиллинга. Изогнутый равносторонний семиугольник 50-пенсовой (50p) монеты из медно-никелевого сплава заменил 10-шиллинговую (10/-) банкноту в 1969 году. Десятичная монетная система вступила в силу, когда количество таких монет достигло всеобщего распространения и введением в 1971 году бронзовых монет в пол-, один и два пенса и выводом из обращения монет в 1 (1d) и 3 (3d) пенса. Старые шестипенсовые (6d) монеты были в обращении со стоимостью два с половиной пенса до 1980 года. В 1982 слово «new» было убрано с чеканившихся монет, также была представлена 20-пенсовая (20p) монета, следовавшая за однофунтовой (£1) монетой в 1983 году. Полпенсовая (½p) монета последний раз была отчеканена в 1983 году и вышла из обращения в 1984 году. С началом 1990-х годов произошла замена материала монет с бронзового на сталь с медным покрытием и уменьшение в размере 5, 10 и 50-пенсовых монет. Старые одношиллинговые монеты, которые оставались в обращении со стоимостью 5 пенсов, были выведены из обращения в 1991 году с последующим уменьшением размера пятипенсовых монет, двухшиллинговые монеты были также выведены из обращения в 1993 году. Биметаллическая двухфунтовая (£2) монета была введена в оборот в 1998 году.
В настоящее время старейшие находящиеся в обращении монеты в Великобритании — это однопенсовые (1p) и двухпенсовые (2p) медные монеты, впервые представленные в 1971 году. До введения десятичной монетной системы размен монет мог содержать монеты возрастом сто лет и более, с любым из пяти монархов на лицевой стороне.
В 1992 году состав материала одно- (1p) и двухпенсовых (2p) монет изменился с бронзового на сталь с медным покрытием. Новые монеты с сердечником из стали можно отобрать при помощи магнита, между тем полностью бронзовые монеты будут постепенно изыматься из регулярного обращения. Сегодня Британия остаётся одной из немногих современных стран, где большое количество монет имеет ценность, сходную по значению с гарантией «золота» старых соверенов.
В апреле 2008 года была начата обширная смена стиля монет. Монеты нового стиля выпускались в обращение постепенно, начиная с лета 2008 года. Новые реверсы монет в 1, 2, 5, 10, 20 и 50 пенсов содержат часть Королевского Щита, а новая фунтовая монета содержит весь щит. Монеты имеют те же характеристики, как и со старым стилем (которые всё ещё остаются в обращении).
Со сменой внешнего вида монет в 2008 году связан интересный казус. В 2008 году Королевский монетный двор чеканил монеты и старого, и нового типов, и в ноябре 2008 года часть двадцатипенсовых монет была выпущена без указания какой-либо даты. Произошло это в связи с тем, что на старых монетах этого номинала дата была помещена на стороне, противоположной портрету Королевы Елизаветы II (реверс), в то время, как на новых монетах дата помещается как раз на стороне, где расположен портрет (аверс) (см. рисунки). При чеканке «неправильной» монеты по ошибке были использованы старый штемпель аверса (без даты) и новый штемпель реверса (тоже без даты). По официальной информации (сайт Королевского монетного двора), такой недостаток затронул не более, чем 250 000 монет из 136 000 000 выпущенных в этом году двадцатипенсовиков. По неофициальным данным, это первая британская монета без даты за последние 300 лет.
12 октября 2023 года Королевский монетный двор Великобритании презентовал новый дизайн монет для обращения. Дизайн создан с использованием мотивов флоры и фауны. На аверсе монетах изображены: орешниковая соня (1 пенс), рыжая белка (2 пенса), веточка дуба с желудями (5 пенсов), глухарь (10 пенсов), тупик (20 пенсов), атлантический лосось (50 пенсов), пчёлы (1 фунт) и четыре цветочных символа Великобритании — роза, чертополох, нарцисс и клевер (2 фунта). На реверсе всех новых монет изображён король Великобритании Карл III. Несмотря на новые монеты, монеты до 1971 года будут оставаться в обороте.
Монеты, выпускающиеся Королевским монетным двором, являются законным платёжным средством на всей территории Великобритании. Для некоторых номиналов монет установлены суммы, в пределах которых они обязательны к приёму в уплату товаров и услуг.
| Номинал монет | Сумма           |
| ------------- | --------------- |
| £5            | без ограничений |
| £2            | без ограничений |
| £1            | без ограничений |
| 50p           | £10             |
| 25p           | £10             |
| 20p           | £10             |
| 10p           | £5              |
| 5p            | £5              |
| 2p            | 20p             |
| 1p            | 20p             |

## Фунт стерлингов как резервная валюта
В 1821 году фунт стерлингов был привязан к золоту в размере 7,322 грамма. В XIX веке фунт стерлингов стал основной резервной валютой валютой, хотя и в других странах также действовал золотой стандарт. С 1914 года, после начала Первой мировой войны, ранее существовавшие проблемы переросли в кризис, вызванный дефицитом бюджета. Из-за нехватки средств началась ускоренная эмиссия фунтов, что привело к отказу от золотого стандарта и росту инфляции. Тяжёлая экономическая ситуация в Великобритании после Второй мировой войны и усиление доминирования Соединённых Штатов Америки в мировой экономике привели к потере фунтом стерлингов статуса наиболее значимой валюты. В середине 2006 года он стал третьей наиболее широко распространённой резервной валютой, получив всплеск популярности в предшествующие годы.
| Валюты | 1995 | 1996 | 1997 | 1998 | 1999 | 2000 | 2001 | 2002 | 2003 | 2004 | 2005 | 2006 | 2007 | 2008 | 2009 | 2010 | 2011 | 2012 | 2013 | 2014 | 2015 | 2016 |
| --- | ---- | ---- | ---- | ---- | ---- | ---- | ---- | ---- | ---- | ---- | ---- | ---- | ---- | ---- | ---- | ---- | ---- | ---- | ---- | ---- | ---- | ---- |
| USD | 59,0 | 62,1 | 65,2 | 69,3 | 70,9 | 70,5 | 70,7 | 66,5 | 65,8 | 65,9 | 66,4 | 65,7 | 64,1 | 64,1 | 62,1 | 61,8 | 62,3 | 61,1 | 61,0 | 63,1 | 64,2 | 64,0 |
| EUR | —    | —    | —    | —    | 17,9 | 18,8 | 19,8 | 24,2 | 25,3 | 24,9 | 24,3 | 25,2 | 26,3 | 26,4 | 27,6 | 26,0 | 24,7 | 24,3 | 24,4 | 22,1 | 19,7 | 19,7 |
| DEM | 15,8 | 14,7 | 14,5 | 13,8 | —    | —    | —    | —    | —    | —    | —    | —    | —    | —    | —    | —    | —    | —    | —    | —    | —    | —    |
| GBP | 2,1  | 2,7  | 2,6  | 2,7  | 2,9  | 2,8  | 2,7  | 2,9  | 2,6  | 3,3  | 3,6  | 4,2  | 4,7  | 4,0  | 4,3  | 3,9  | 3,8  | 4,0  | 4,0  | 3,8  | 4,9  | 4,4  |
| JPY | 6,8  | 6,7  | 5,8  | 6,2  | 6,4  | 6,3  | 5,2  | 4,5  | 4,1  | 3,9  | 3,7  | 3,2  | 2,9  | 3,1  | 2,9  | 3,7  | 3,6  | 4,1  | 3,8  | 3,9  | 4,0  | 4,2  |
| FRF | 2,4  | 1,8  | 1,4  | 1,6  | —    | —    | —    | —    | —    | —    | —    | —    | —    | —    | —    | —    | —    | —    | —    | —    | —    | —    |
| CHF | 0,3  | 0,2  | 0,4  | 0,3  | 0,2  | 0,3  | 0,3  | 0,4  | 0,2  | 0,2  | 0,1  | 0,2  | 0,2  | 0,1  | 0,1  | 0,1  | 0,1  | 0,3  | 0,3  | 0,3  | 0,3  | 0,2  |
| CNY | —    | —    | —    | —    | —    | —    | —    | —    | —    | —    | —    | —    | —    | —    | —    | —    | —    | —    | —    | —    | —    | 1,1  |
| Прочие | 13,6 | 11,7 | 10,2 | 6,1  | 1,6  | 1,4  | 1,2  | 1,4  | 1,9  | 1,8  | 1,9  | 1,5  | 1,8  | 2,2  | 3,1  | 4,4  | 5,1  | 6,3  | 6,5  | 6,9  | 6,9  | 6,4  |
| Источники: - 2015—2016 — МВФ: IMF Releases Data on the Currency Composition of Foreign Exchange Reserves Including Holdings in Renminbi; - 1995—2009 — МВФ: Currency Composition of Official Foreign Exchange Reserves; - 1999—2005 — ЕЦБ: The Accumulation of Foreign Reserves |      |      |      |      |      |      |      |      |      |      |      |      |      |      |      |      |      |      |      |      |      |      |

## Режим валютного курса
В настоящее время в Великобритании используется режим свободно плавающего валютного курса. Критерием эффективности курсовой политики (курсовой якорь) выступают показатели инфляции.